# 钝叶拉拉藤
钝叶拉拉藤（学名：Galium davuricum var. tokyoense）为茜草科拉拉藤属下的一个变种。

## 扩展阅读
- 維基物種上的相關：钝叶拉拉藤